# Joris van Spilbergen
Joris van Spielbergen (Anvers, 1568 - Bergen op Zoom, 1620) va ser un oficial naval militar i corsari neerlandès del segle xvii que va saquejar les costes de Xile i del Perú.

## Primers viatges
La seva primera gran expedició va ser el 1596, quan va navegar a l'Àfrica. Després d'aquesta expedició, va canviar la seva ruta en direcció a Àsia el 5 de maig de 1601, al comandament de la flota de l'empresa de Moucheron. Els seus vaixells van ser el Ram, Schaap i Lam. Spilbergen es va reunir amb el rei de Kandy, avui Sri Lanka, Vimala Dharma Surya I el 1602, i va examinar la possibilitat del comerç de la canyella.

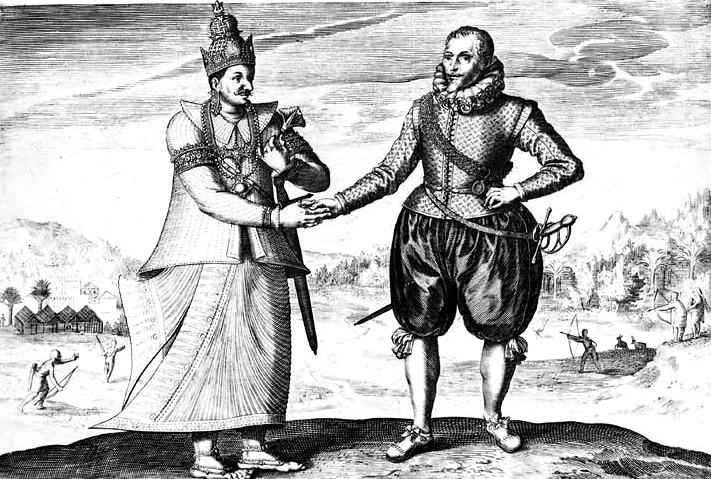
Spilbergen amb el Rei Vimala el 1602.

### Batalla de Gibraltar
El 1607, Spilbergen, a bord de l'Aeolus, va lluitar al costat de Jacob van Heemskerk a la batalla de Gibraltar, en la qual la flota de les Províncies Unides dels Països Baixos va destruir la flota espanyola amarrada a la badia de Gibraltar.

## Atac neerlandès a l'Amèrica espanyola
El 1614 van arribar a la Nova Espanya notícies que s'aproximava el perill neerlandès. L'agost d'aquest any la Companyia Neerlandesa de les Índies Orientals havia enviat quatre grans vaixells corsaris (és a dir que tenien «patent de cors» dels seus governs) i dos "jachts" en una «missió comercial" al voltant del món. La pacífica missió estava reforçada pel fort armament a bord dels vaixells, que encapçalaven el Groote Sonne i el Groote Mann.
Al capdavant d'aquesta missió hi havia el prestigiós almirall -prototip del corsari- Joris van Spielbergen. El refinat navegant era un hàbil diplomàtic a qui li agradava que el seu vaixell insígnia estigués elegantment moblat i aprovisionat amb els millors vins. Quan menjava, ho feia amb l'orquestra de bord i un cor de marins com a fons musical. Els seus homes usaven magnífics uniformes. Spielbergen tenia una comissió especial dels Estats Generals i del príncep Maurici d'Orange. És molt probable que entre les ordres secretes estigués la de capturar un vaixell.
El veritable enemic dels pirates neerlandesos van ser les «aiguades». L'aigua que van recollir a Xile contenia amebes, el que va causar que molts d'ells tinguessin severs símptomes intestinals d'amebiasis.

### Pichilingue

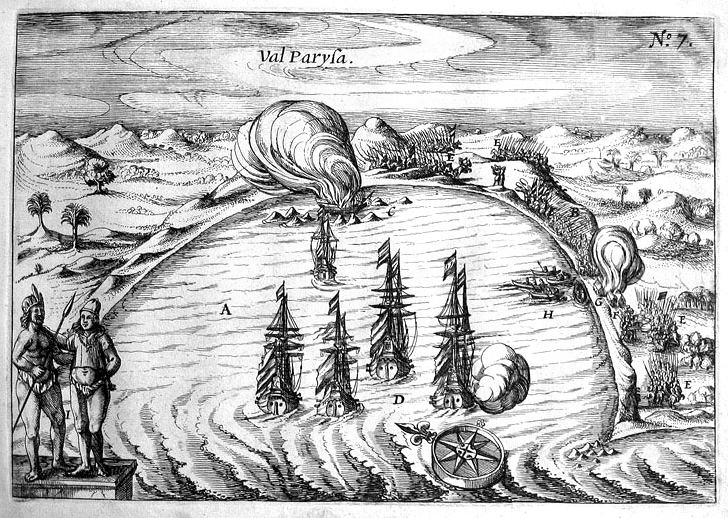
Joris Van Spilbergen a Valparaíso, 1615.

Els pirates de diferents nacionalitats, inclosos neerlandeses i anglesos, van ser anomenats pichilingues pels aborígens, la qual cosa té diverses accepcions. La més acceptada és l'exigència que aquests parlessin en anglès per part dels pirates. Altres fan referència a l'idioma nàhuatl.

### Atac d'Acapulco
L'11 d'octubre de 1615 va entrar a la badia d'Acapulco amb totes les seves naus, i va fer un tracte. Spielbergen estava decidit a destruir el poble si calia, ja que necessitava aigua i aliments. Es va declarar una treva i van pujar a bord Pedro Álvarez i Francisco Méndez, que coneixien el neerlandès, ja havien servit als Països Baixos espanyols. Va oferir lliurar els presoners que portava des de Xile i el Perú a canvi de provisions. Es va fer l'intercanvi.

### El galió de Manila
Però tanta diplomàcia castellana tenia una raó oculta: el galió de Manila havia d'arribar, així que el Virrei va enviar a Sebastián Vizcaíno a protegir els ports de Navidad i Salagua, enviant un altre destacament a la costa de Sinaloa sota les ordres de Villalba, qui tenia instruccions d'evitar desembarcaments enemics.
Spielbergen mentrestant no perdia el temps i es va apoderar del vaixell de perles San Francisco, i el va rebatejar Perel. En desembarcar a Salagua, l'esperava Vizcaíno i després d'una escaramussa reeixida per Spielbergen, aquest es va retirar a Barra de Navidad, o possiblement a Tenancatita, on va passar cinc dies a la badia. Després d'una curta espera, Spilbergen va decidir marxar.

## Circumnavegació del món
Va circumnavegar la Terra, i va tornar als Països Baixos el 1617. Aquest mateix any, a l'abril, va dirigir la flota neerlandesa que es va enfrontar a les forces espanyoles de Juan Ronquillo del Castillo a la batalla de Playa Honda, davant de la costa de les Filipines, una batalla favorable als espanyols.

## Mort
Va morir en la pobresa a Bergen op Zoom el 1620.